# Campionati mondiali di ginnastica aerobica 2021
I Campionati mondiali di ginnastica aerobica 2021 sono stati la 16ª edizione della competizione organizzata dalla Federazione Internazionale di Ginnastica.
Si sono svolti a Baku, in Azerbaigian, dal 27 al 29 maggio 2021.

## Medagliere
| Pos.   | Nazione           | Oro | Argento | Bronzo | Totale |
| ------ | ----------------- | --- | ------- | ------ | ------ |
| 1      | Federazione russa | 2   | 2       | 2      | 6      |
| 2      | Romania           | 1   | 1       | 1      | 3      |
| 3      | Bulgaria          | 1   | 1       | 0      | 2      |
| 4      | Italia            | 1   | 0       | 2      | 3      |
| 5      | Azerbaigian       | 1   | 0       | 0      | 1      |
| 5      | Spagna            | 1   | 0       | 0      | 1      |
| 5      | Turchia           | 1   | 0       | 0      | 1      |
| 8      | Ungheria          | 0   | 3       | 2      | 5      |
| 9      | Ucraina           | 0   | 1       | 0      | 1      |
| 10     | Brasile           | 0   | 0       | 1      | 1      |
| Totale | Totale            | 8   | 8       | 8      | 24     |

## Podi
| Evento                | Oro               | Argento           | Bronzo            |
| Individuale maschile  | Miquel Mañé       | Roman Semenov     | Lucas Barbosa     |
| Individuale femminile | Ayşe Begüm Onbaşı | Darina Pashova    | Daria Tikhonova   |
| Coppia mista          | Italia            | Ungheria          | Federazione Russa |
| Trio                  | Bulgaria          | Ungheria          | Romania           |
| Gruppo                | Romania           | Ungheria          | Italia            |
| Danza                 | Azerbaigian       | Federazione Russa | Ungheria          |
| Step                  | Federazione Russa | Ucraina           | Italia            |
| Gara a squadre        | Federazione Russa | Romania           | Ungheria          |